# Willi Goetschel
Willi Goetschel (* 1958 in Zürich) ist ein schweizerisch-kanadischer Literaturwissenschaftler und Professor für Philosophie und Germanistik an der University of Toronto.
Goetschel studierte Philosophie und Germanistik in der Schweiz und den USA. An der Universität Zürich erwarb er 1982 das Lizenziat in Philosophie, promoviert wurde er 1989 in Germanistik an der Universität Harvard.
Seine Forschungsgebiete umfassen Jüdische Geisteswelt, Kritische Theorie sowie Aufklärung und Idealismus im deutschsprachigen Raum.
Goetschel ist Herausgeber der Werkausgabe von Hermann Levin Goldschmidt in neun Bänden im Wiener Passagen-Verlag und war bis 2020 leitender Herausgeber von The Germanic Review.
Er ist Präsident der Stiftung Dialogik. 2020 erhielt er den Moses Mendelssohn Preis der Stadt Dessau-Roßlau. 2024 wurde Goetschel Mitglied der Royal Society of Canada.

## Schriften (Auswahl)
- Kant als Schriftsteller. Passagen, Wien 1990, ISBN 978-3-900767-61-7
- Constituting Critique: Kant’s Writing as Critical Praxis. Duke University Press, Durham 1994
- Spinoza’s Modernity: Mendelssohn, Lessing, and Heine. University of Wisconsin Press, Madison 2003, ISBN 978-0-299-19084-2
- The Discipline of Philosophy and the Invention of Modern Jewish Thought. Fordham University Press, New York 2012
- Heine and Critical Theory. Bloomsbury Academic, London 2019, ISBN 978-1-350-08729-3

## Website
- Literatur von und über Willi Goetschel im Katalog der Deutschen Nationalbibliothek
- Willi Goetschel auf der Website der University of Toronto

| Personendaten    | Personendaten                           |
| ---------------- | --------------------------------------- |
| NAME             | Goetschel, Willi                        |
| KURZBESCHREIBUNG | Schweizer Germanist und Hochschullehrer |
| GEBURTSDATUM     | 1958                                    |
| GEBURTSORT       | Zürich                                  |